# خليفة مجانة
خلافة مجانة هو منصب اتخذته الإدراة الاستعمارية الفرنسية في الجزائر بين 1837 و1853. تشمل خلافة مجانة إقيلم ما كان يعرف بمشيخة مجانة خلال العهد العثماني والتي كانت جزءا من بايلك الشرق الجزائري والذي عاصمته قسنطينة. 

## المجال الجغرافي
ينحصر المجال الجغرافي لخلافة مجانة من الحدود الغربية لمشيخة فرجيوة شرقا إلى الحدود الشرقية لبايلك التيطري غربا ومن حدود واد الساحل الشمالية شمالا إلى اقليم شيخ العرب جنوبا.

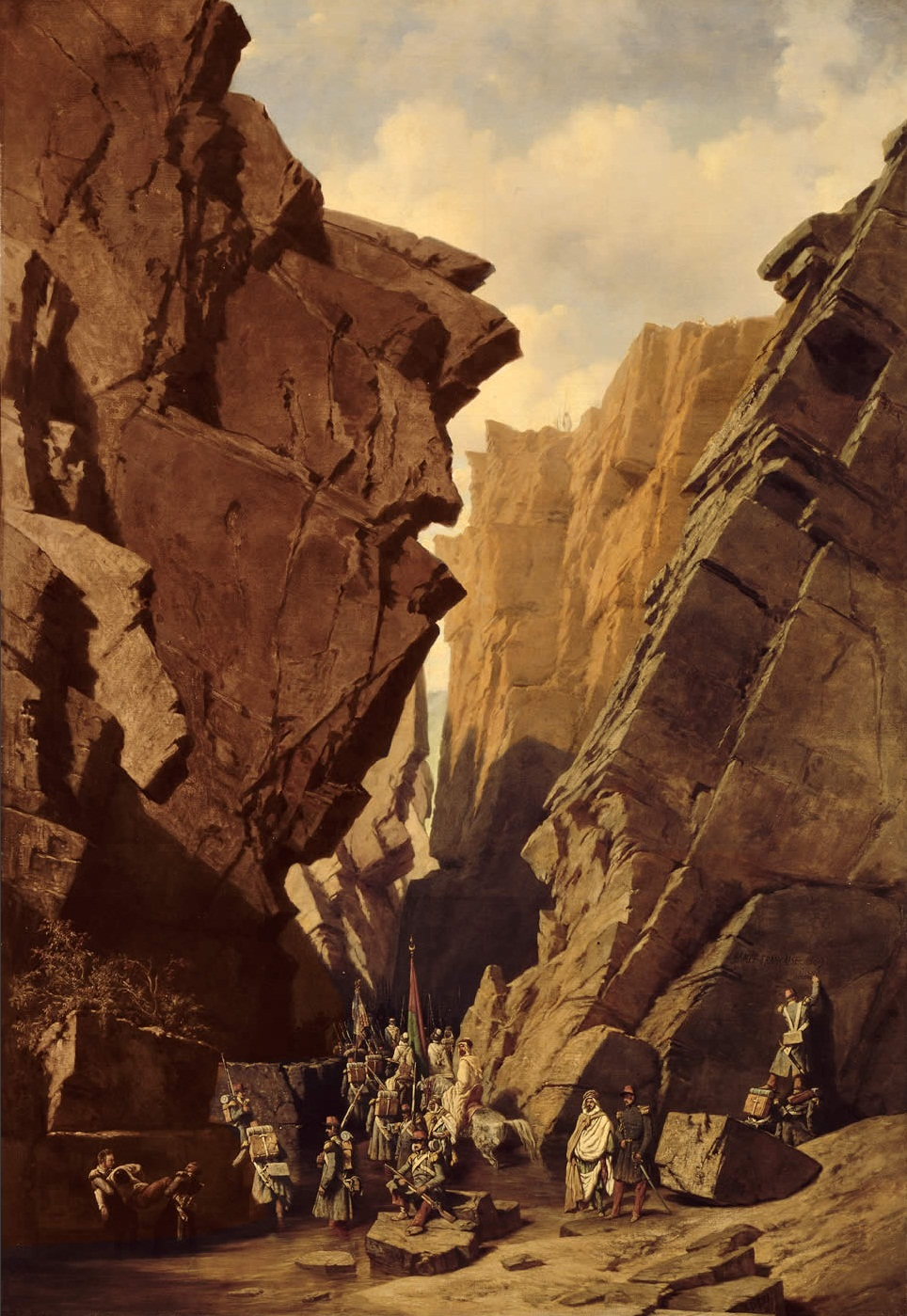
ممر بيبان الحديد بمنطقة خلافة مجانة (حوالي 1839)

## تاريخ
أول خليفة لمجانة كان بن هني بن يلس وهو من أعيان شمال سطيف حيث جاء تعيينه من الإدارة الفرنسية كرد على استخلاف الأمير عبد القادر لمحمد بن عبد السلام المقراني سنة 1837. بعد مصرع هذا بن يلس في معركة لاخضاع قبيلة ريغة القبالة سنة 1838 قامت السلطات الفرنسية بتعيين أحمد بن الحاج المقراني والذي شغل منصبه فعليا سنة 1839. 

## إلغاء منصب خليفة مجانة
قام السلطات الفرنسية، وفي إطار تحجيم سلطة أولاد مقران بإلغاء منصب خليفة مجانة سنة 1853 حيث كان أحمد بن الحاج المقراني آخر من شغله. وهو ما أدى إلى تقليص واسع في صلاحيات زعماء أولاد مقران. ويعتبر كثير من المؤرخين هذه الخطوة احدى اهم اسباب ثورة 1871 بقيادة محمد المقراني وأخيه بومزراق المقراني.